# Dolor de espalda
El dolor de espalda puede presentarse por episodios muy breves o puede tratarse del síntoma de una enfermedad aguda (hasta doce semanas), subaguda o crónica (más que doce semanas). El dolor puede ser leve, de pinchazo o lacerante o una sensación de ardor; puede irradiarse hacia los brazos, las manos, las piernas y los pies, y puede incluir una sensación de parestesia (hormigueo, adormecimiento o acorchamiento), debilidad o insensibilidad en las piernas y los brazos. La clasificación anatómica sigue los segmentos de la espina dorsal: dolor de cuello (cervical), dolor de espalda media o lumbago central, lumbalgia y dolor de cóccix, y el dolor más común se presenta en las vértebras lumbares. Puede originarse en los músculos, los nervios, los huesos, las articulaciones o en otras estructuras de la columna vertebral. Estructuras internas como la vesícula biliar y el páncreas también pueden causar dolor referido en la espalda. Es muy común, y más o menos nueve de cada diez adultos lo padecen en algún momento, y al año cinco de cada diez trabajadores se presentan con dolor de espalda. Puede originarse a partir de una hernia discal, una hernia cervical, estenosis (estrechamiento de un vaso sanguíneo u otro órgano tubular o estructura), y existen tratamientos como el descanso, inyecciones, tratamientos vibracionales, termoterapia o incluso la cirugía con diferentes resultados en el plazo de un año. En los Estados Unidos, la lumbalgia es la quinta razón más común para que un paciente acuda a su médico y es la causa del 40 por ciento de bajas laborales. También es la mayor causa de incapacidad en el mundo.

## Causas y síntomas

### Causas del dolor de espalda
Los problemas más comunes de dolor de espalda son la tensión y los problemas en su estructura. Algunos de estos problemas son los siguientes:

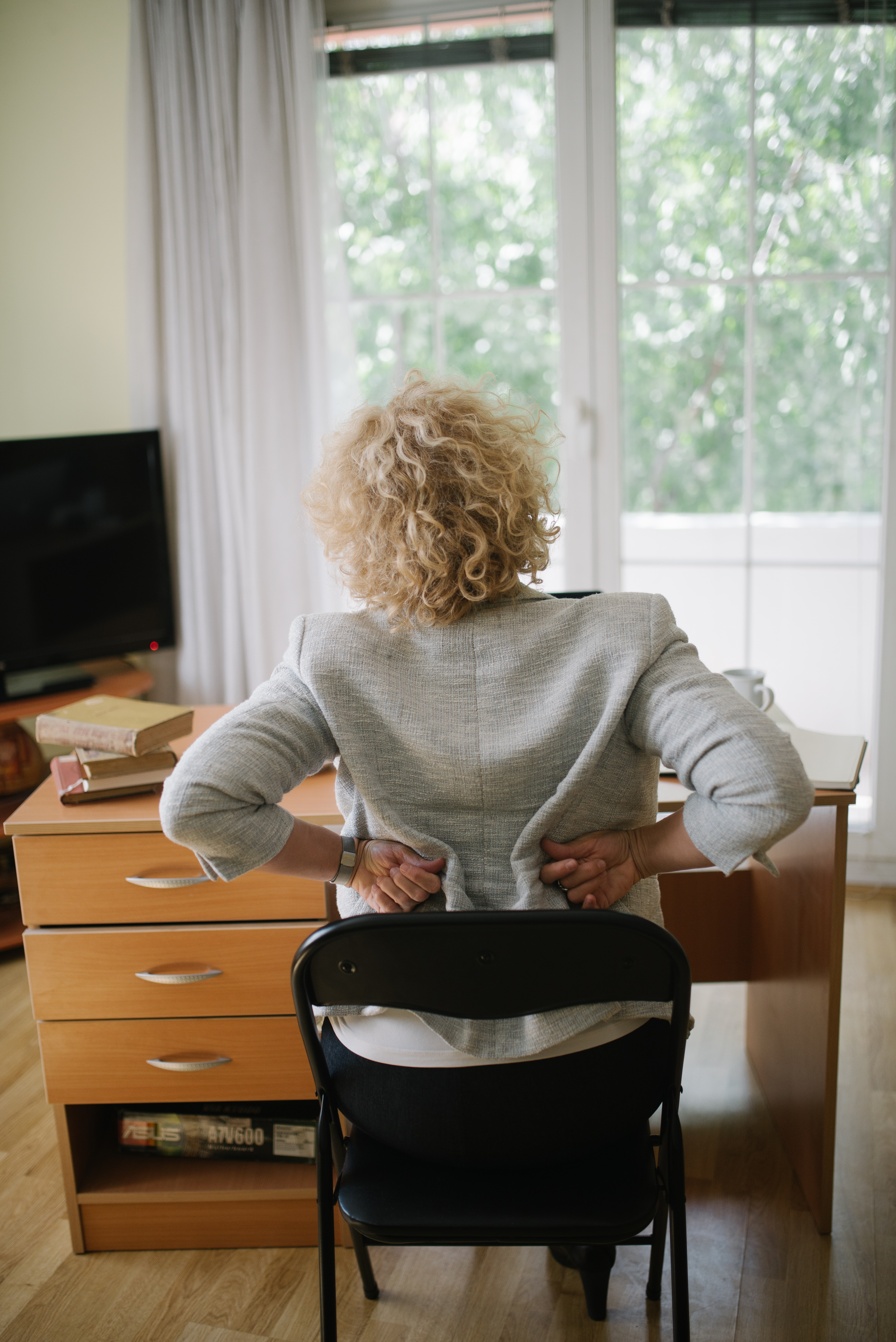
El dolor de espalda es la mayor causa de incapacidad en el mundo.

### Tensión en músculos o ligamentos
Ocurre cuando se levantan objetos pesados de forma incorrecta o repetidamente. En otros casos, movimientos incómodos repentinos pueden causar malestar. Si la condición física de una persona no es buena o si se excede en sus actividades, también puede generarse tensión. Un ejemplo es la sensación de dolor y rigidez después de unas horas de trabajo arduo o practicar un deporte.
El dolor de espalda puede ocurrir de forma inmediata y durar menos de seis semanas (dolor agudo). El dolor que dura más de tres meses (dolor crónico) es menos común que el agudo. En ocasiones, se puede desarrollar sin una causa específica, pero el doctor la puede identificar con un examen de imagenología (rayos X o resonancia magnética).

### Problemas estructurales
Las vértebras son huesos interconectados apilados uno sobre otro que forman la columna vertebral. Los discos son áreas de tejido que amortiguan el espacio entre cada vértebra. Las lesiones de disco son causas comunes de dolor de espalda. Esto porque los discos pueden hincharse, herniarse o romperse, y los nervios pueden oprimirse cuando esto sucede.
Un disco hinchado que presiona al nervio que viaja de la espalda a la pierna puede causar ciática o irritación del nervio ciático. La ciática tiene los siguientes síntomas:
- Dolor
- Entumecimiento
- Parálisis

El dolor de espalda también ocurre si la columna tiene una curvatura anormal. La escoliosis es una condición en la que la columna hace una curva hacia a un lado. Esto puede ocasionar dolor de espalda cuando la escoliosis es grave.

### Artritis
La osteoartritis también afecta a la espalda baja. En algunos casos, la artritis en la columna conduce al estrechamiento del espacio que la rodea. A esta condición se le llama estenosis espinal.[cita requerida]

### Osteoporosis
Las vértebras de la columna pueden desarrollar fracturas por compresión si los huesos se vuelven porosos y quebradizos. La pérdida de la densidad y adelgazamiento del hueso se conoce como osteoporosis. Estas fracturas pueden causar dolor intenso.[cita requerida]